# Filitelnic
Filitelnic (deutsch Felldorf, ungarisch Fületelke) ist ein Dorf im Kreis Mureș in der Region Siebenbürgen in Rumänien. Es liegt in einem südlichen Seitental der Kleinen Kokel im Zwischenkokelland und ist Teil der Gemeinde Bălăușeri.
Der Ort ist auch unter den deutschen Bezeichnungen Fülldorf, Füllendorf, Fildorf und Veldorf und den siebenbürgisch-sächsischen Feldref oder Felderf bekannt.

## Geschichte
Felldorf wurde erstmals 1347 unter der Bezeichnung Fyleteluke urkundlich erwähnt.

## Bevölkerung
Die Bevölkerung in Filitelnic entwickelte sich wie folgt
Am 8. September 1944 verließen viele siebenbürgisch-sächsische Familien den Ort, weil sie vor der Roten Armee flüchteten. Nach der Fahrt durch Rumänien, Ungarn und Österreich kamen viele Felldorfer zu Weihnachten 1944 in Steyr an. Heute lebt in Filitelnic keine deutschstämmige Bevölkerung mehr.

## Sehenswürdigkeiten
- Die evangelische Kirche, eine gotische Hallenkirche mit Spitzbogenfenstern und Glockenturm, um 1500 mit einer Ringmauer und Wehrtürmen errichtet,[3] im 18. Jahrhundert umgebaut und das Pfarrhaus im 17. Jahrhundert aufgebaut, befinden sich in schlechtem Zustand und stehen unter Denkmalschutz.[6] Veränderung erfuhr das Turmdach 1787, die Kirche, Bering und Bastion mit Eingangsportal wurden 1580 sowie 1655 umfassend renoviert. Die letzten Sanierungsmaßnahmen fanden 1972 statt. Seitdem verfiel die Kirchenburg immer mehr, sodass ab 1980 der Gottesdienst wegen der großen Schäden nur noch im Pfarrhaus stattfinden konnte. 2012 wurde das Dach der Kirche erneuert, um diese vor dem Zerfall zu bewahren.[7]

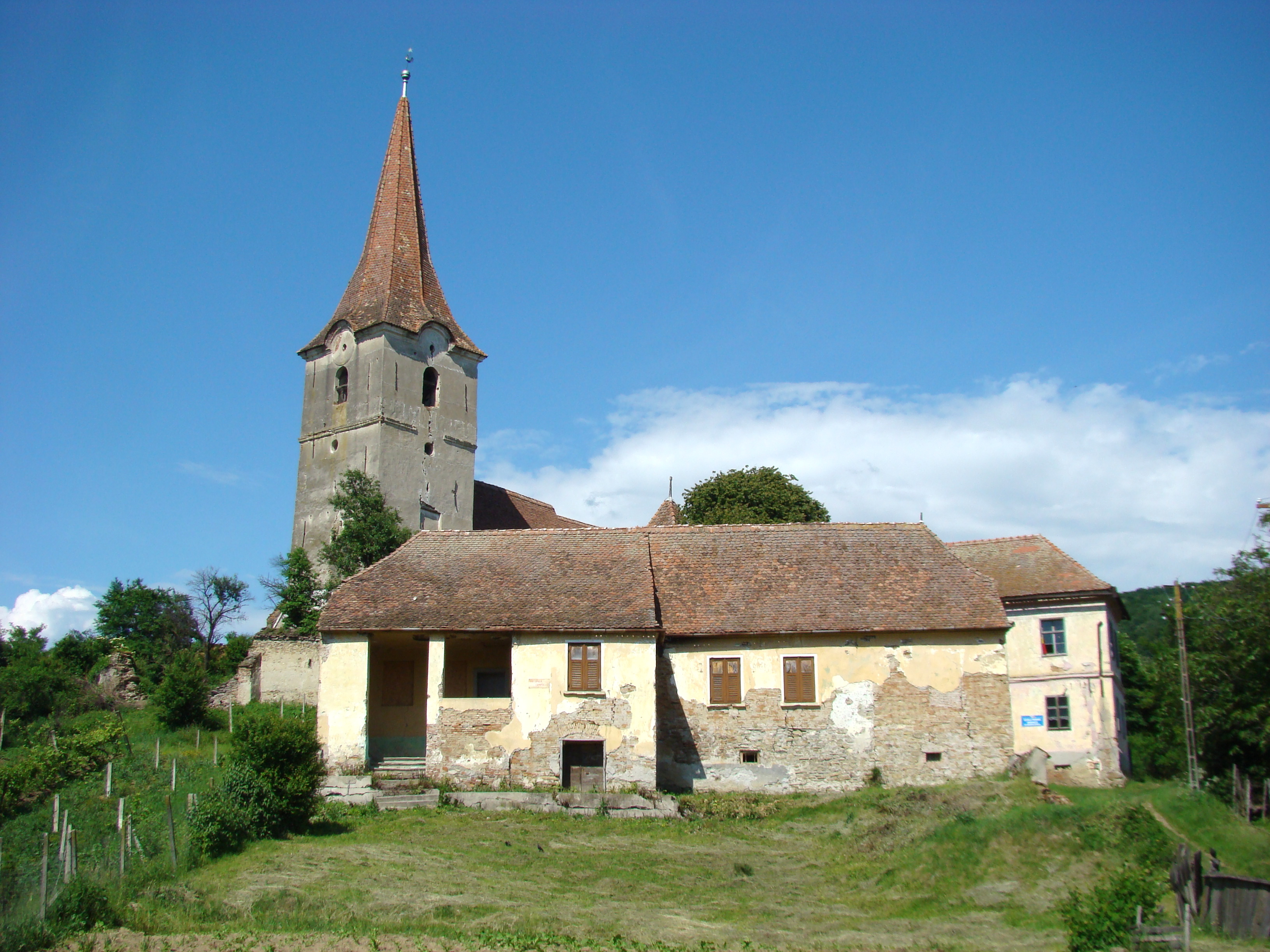
Pfarrhaus und Kirche
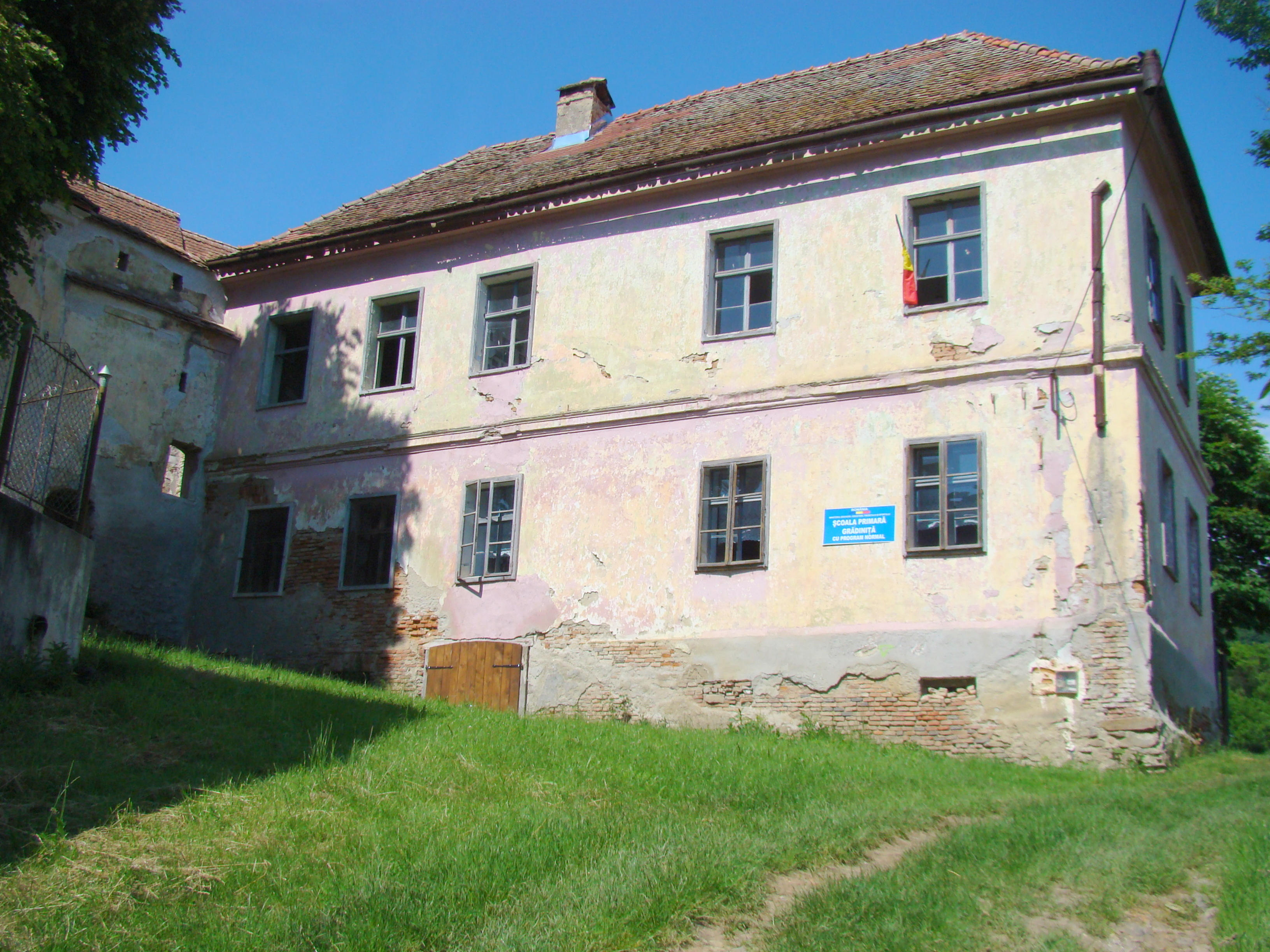
Schule
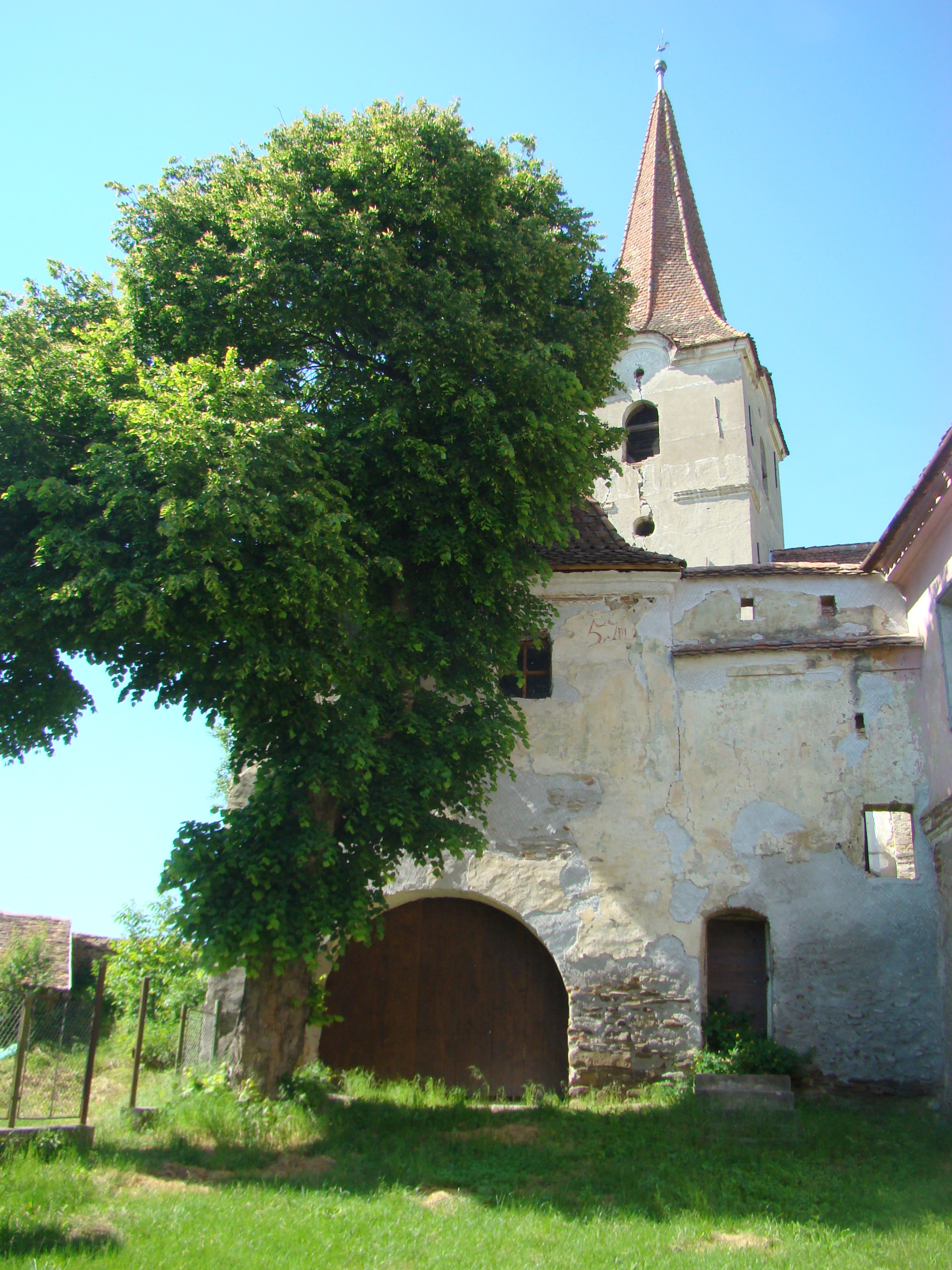
Torbastei